# Ungarische Fußballnationalmannschaft
Die ungarische Fußballnationalmannschaft (ungarisch Magyar labdarúgó-válogatott) wird organisatorisch vom ungarischen Fußballverband (ungarisch Magyar Labdarúgó Szövetség) betreut. Sie stand 1938 und 1954 im Weltmeisterschafts-Finale.

## Geschichte

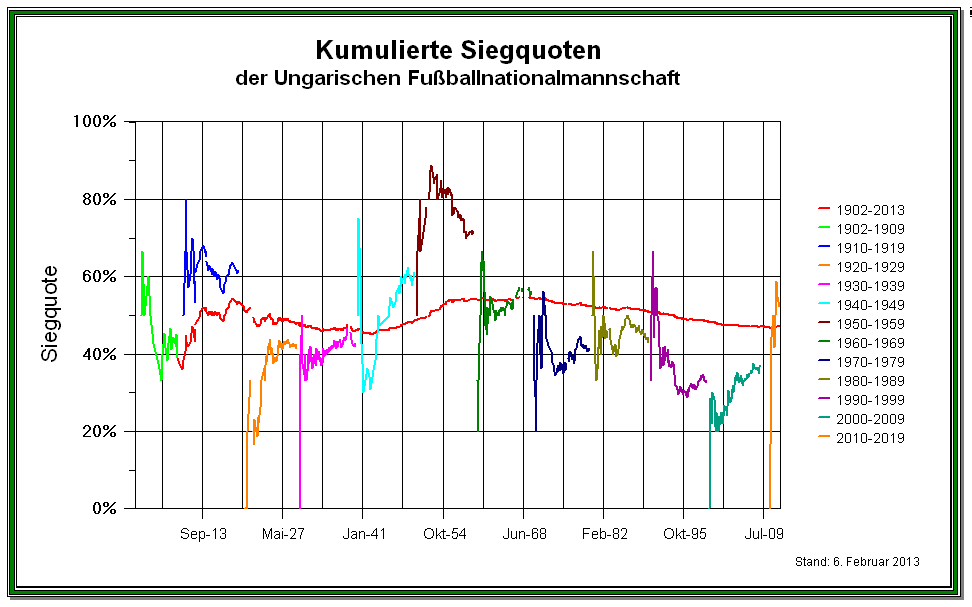
Kumulierte Siegquote der Ungarischen Nationalmannschaft

### Anfänge
Das Spiel gegen Österreich in Wien am 12. Oktober 1902 war das erste Länderspiel, das zwischen zwei nicht-britischen europäischen Gegnern ausgetragen wurde. Dieses Duell fand bisher über 100 Neuauflagen, lediglich das Duell Argentinien-Uruguay fand öfter statt.
Durch eine sehr frühe Professionalisierung der ungarischen Fußballliga bereits in den 1920er Jahren als eines der ersten Länder Kontinentaleuropas errang der ungarische Fußball in Europa eine führende Stellung in der Zeit zwischen den 30er und 60er Jahren. Dies zeigte sich bereits bei der Weltmeisterschaft 1938 in Frankreich, als man sich unter dem Trainer Károly Dietz spielerisch leicht mit 5:1 Toren ins Finale spielte, dort jedoch dem amtierenden Weltmeister Italien mit 2:4 unterlag.

### Goldene Elf
Nach dem Zweiten Weltkrieg dominierte die ungarische Elf, die sogenannte goldene Elf (Aranycsapat) den Weltfußball. 1949 war Gusztáv Sebes zum Nationaltrainer Ungarns ernannt worden. Um Kapitän Ferenc Puskás formte er die Nationalmannschaft zur besten ungarischen Mannschaft, die es je gab. Die Aufstellung des Teams war in Fach- und Fankreisen ganz Europas bekannt: Grosics, Buzánszky, Lóránt, Lantos, Bozsik, Zakariás, Budai, Kocsis, Hidegkuti, Puskás, Czibor. Ungarn war so u. a. auch die erste nicht-britische Nationalmannschaft, die England auf englischem Boden bezwang. Dies geschah am 25. November 1953 in Wembley mit einem so nicht erwarteten 6:3. Dieses Spiel wird in Ungarn auch heute noch als „Jahrhundertspiel“ angesehen. Im Folgejahr wurde England erneut bezwungen, diesmal 7:1 in Budapest. Dies ist bis dato Englands höchste Niederlage. Vom 14. Mai 1950 bis 4. Juli 1954 blieb die ungarische Nationalmannschaft in 31 offiziellen Länderspielen in Folge ungeschlagen, bis sie im WM-Endspiel Deutschland unterlag. Dieser Rekord wurde erst fast vierzig Jahre später von Argentinien eingestellt, dem 1991 bis 1993 auch eine Serie von 31 ungeschlagenen Länderspielen gelang. Auch nach der Niederlage 1954 blieb Ungarn zwei Jahre lang ungeschlagen.
Ausgelöst durch den Volksaufstand von 1956 gegen die sowjetische Dominanz in Ungarn und die sich anschließende Flucht vieler Stars des ungarischen Fußballs ins Ausland wurde ein spürbarer Verfall ausgelöst. Der ungarische Fußball erholte sich nie wieder von diesem Ereignis.

### Nach 1956
In den 1960er-Jahren konnte eine den Stars der Goldenen Mannschaft der 50er Jahre nacheifernde junge ungarische Fußballergeneration mit teilweise herausragenden Leistungen 1962 in Chile und 1966 in England noch zweimal das Viertelfinale der WM erreichen und bei der Europameisterschaft 1964 einen dritten Platz belegen. So schaltete man beispielsweise 1966 bei der WM in England den ansonsten zwischen 1958 und 1970 mit drei WM-Titeln dominierenden Gegner Brasilien trotz so herausragender gegnerischer Spieler wie Garrincha, Tostão, Gilmar, Djalma Santos oder Jairzinho mit einem 3:1-Sieg aus. Ungarn gewann in dieser Zeit bei den in den kommunistischen Ländern sehr bedeutsamen olympischen Fußballturnieren 1952, 1964, und 1968 olympisches Gold. Ein letzter größerer Erfolg konnte mit einem vierten Platz bei der Europameisterschaft 1972 gefeiert werden. Seither versucht die ungarische Fußballnationalmannschaft jedoch vergeblich, an die vergangenen Erfolge anzuknüpfen.
Heute ist Ungarn ein weniger gefürchteter Gegner, der seit 1986 keine WM-Endrunde mehr erreichen konnte, sowie von 1972 bis 2012 keine EM-Endrunde. So verloren sie 2006 beispielsweise während der Qualifikation zur EM 2008 1:2 gegen Malta. Am 22. August 2007 besiegte die Mannschaft jedoch überraschend Weltmeister Italien 3:1 in einem Freundschaftsspiel im Ferenc-Puskas-Stadion in Budapest.
Das Ziel Ungarns bei den Qualifikationsspielen zur WM 2010 war, sich erstmals seit der WM 1986 in Mexiko wieder für eine WM zu qualifizieren. Um dieses Ziel auch zu erreichen, hatte Ungarn Erwin Koeman als Nationaltrainer verpflichtet. Ungarn wurden jedoch mit Portugal, Schweden und Dänemark drei starke Gegner zugelost, gegen die sie sich letztlich nicht durchsetzen konnten.
Nach der verpassten Qualifikation für die Weltmeisterschaft 2014 unter Sándor Egervári wurde Attila Pintér im Dezember 2013 neuer Nationaltrainer. Er sollte die Mannschaft in die Qualifikation zur Europameisterschaft 2016 führen. Nach der 1:2-Auftaktniederlage gegen Nordirland wurde Pintér aber bereits entlassen. Interimsnachfolger war Pál Dárdai. Im Dezember 2014 wurde bekannt, dass Dárdai – neben seiner Tätigkeit als Cheftrainer der U-15 von Hertha BSC – sein Engagement als ungarischer Nationaltrainer bis November 2015 ausweitet und somit die komplette restliche EM-Qualifikation die ungarische Fußballnationalmannschaft betreuen wird. Indes wurde er auch zum Trainer der Profimannschaft der Berliner Hertha bestellt und arbeitete damit in Doppelfunktion. Im Sommer 2015 gab er seinen Posten als Nationaltrainer auf. Sein Nachfolger wurde der deutsche Verbandssportdirektor des ungarischen Fußballverbandes, Bernd Storck, der ebenfalls eine Doppelfunktion ausübte (Sportdirektor und Nationaltrainer). Unter Storck belegte Ungarn den dritten Tabellenplatz hinter Nordirland und dem Erzrivalen Rumänien. Die ungarische Nationalelf blieb zunächst der beste Gruppendritte, ehe die Türkei durch einen 1:0-Sieg gegen Island und der zeitgleichen Niederlage Lettlands gegen den Tabellenletzten Kasachstan den direkten Startplatz streitig machte. Seit 44 Jahren war dies den Magyaren nicht mehr gelungen.
Im April 2016 erreichte Ungarn mit Platz 18 die bisher beste Platzierung in der FIFA-Weltrangliste, wenig später wurde Torwart Gábor Király mit 102 Einsätzen zum alleinigen Rekordnationalspieler des Landes. Im März 2019 rückte dann auch Mittelfeldspieler Balázs Dzsudzsák in den „Hunderterklub“ auf. Die EM-Gruppenphase in Frankreich beendete die Mannschaft als ungeschlagener Sieger, noch vor Island sowie den drittplatzierten Portugiesen, scheiterte aber dann im Achtelfinale an Belgien. Während Ungarn im Jahr 2018 auch im achten Anlauf seit 1986 die Qualifikation zu einer Weltmeisterschaft verpasste, wurde im Herbst 2020 zum zweiten Mal in Folge das Ticket für eine Europameisterschaft gezogen; den entscheidenden Treffer in den Play-offs gegen Island erzielte dabei Dominik Szoboszlai. Nachdem Ungarn in der UEFA Nations League 2018/19 in die Liga B aufgestiegen ist, erreichten sie in der UEFA Nations League 2020/21 direkt den nächsten Aufstieg in die Liga A.

## Aktueller Kader
Die folgenden 26 Spieler wurden am 14. Mai 2024 von Trainer Marco Rossi in den Ungarischen Kader für die Fußball-Europameisterschaft 2024 berufen.
- Stand: 23. Juni 2024 (nach dem Länderspiel gegen Schottland)

| Nr.        | Name                | Verein               | Geburtsdatum  | Einsätze | Tore     | Debüt                              |
| Torhüter   | Torhüter            | Torhüter             | Torhüter      | Torhüter | Torhüter | Torhüter                           |
| ---------- | ------------------- | -------------------- | ------------- | -------- | -------- | ---------------------------------- |
| 12         | Dénes Dibusz        | Ferencváros Budapest | 16. Nov. 1990 | 35       | 0        | gg. Russland, 18. November 2014    |
| 1          | Péter Gulácsi       | RB Leipzig           | 6. Mai 1990   | 57       | 0        | gg. Dänemark, 22. Mai 2014         |
| 22         | Péter Szappanos     | Paksi FC             | 14. Nov. 1990 | 01       | 0        | gg. Griechenland, 20. Nov. 2022    |
| Abwehr     |                     |                      |               |          |          |                                    |
| 3          | Botond Balogh       | Pisa Sporting Club   | 6. Juni 2002  | 0        | 03       | gg. San Marino, 12. November 2021  |
| 21         | Endre Botka         | Ferencváros Budapest | 25. Aug. 1994 | 26       | 01       | gg. Schweden, 15. November 2016    |
| 24         | Márton Dárdai       | Hertha BSC           | 12. Feb. 2002 | 06       | 0        | gg. Türkei, 22. März 2024          |
| 5          | Attila Fiola        | Fehérvár FC          | 17. Feb. 1990 | 59       | 02       | gg. Russland, 18. November 2014    |
| 11         | Milos Kerkez        | AFC Bournemouth      | 7. Nov. 2003  | 19       | 0        | gg. Serbien, 15. November 2020     |
| 2          | Ádám Lang           | Omonia Nikosia       | 17. Jan. 1993 | 70       | 02       | gg. Dänemark, 22. Mai 2014         |
| 18         | Zsolt Nagy          | Puskás Akadémia FC   | 25. Mai 1993  | 22       | 03       | gg. Wales, 19. November 2019       |
| 7          | Loïc Négo           | Le Havre AC          | 15. Jan. 1991 | 36       | 02       | gg. Bulgarien, 8. Oktober 2020     |
| 6          | Willi Orban         | RB Leipzig           | 3. Nov. 1992  | 48       | 06       | gg. Griechenland, 12. Oktober 2018 |
| 4          | Attila Szalai       | SC Freiburg          | 20. Jan. 1998 | 46       | 01       | gg. Uruguay, 15. November 2019     |
| Mittelfeld |                     |                      |               |          |          |                                    |
| 14         | Bendegúz Bolla      | Servette FC          | 22. Nov. 1999 | 20       | 0        | gg. Zypern, 6. Juni 2021           |
| 16         | Dániel Gazdag       | Philadelphia Union   | 2. März 1996  | 26       | 04       | gg. Montenegro, 5. September 2019  |
| 25         | Krisztofer Horváth  | Kecskeméti TE        | 8. Jan. 2002  | 02       | 0        | gg. Tschechien, 10. September 2023 |
| 26         | Mihály Kata         | MTK Budapest         | 13. Apr. 2002 | 03       | 0        | gg. Serbien, 7. September 2023     |
| 15         | László Kleinheisler | HNK Hajduk Split     | 8. Apr. 1994  | 53       | 03       | gg. Kroatien, 26. März 2016        |
| 8          | Ádám Nagy           | Spezia Calcio        | 17. Juni 1995 | 84       | 02       | gg. Kroatien, 26. März 2016        |
| 13         | András Schäfer      | 1. FC Union Berlin   | 13. Apr. 1999 | 28       | 03       | gg. Türkei, 3. September 2020      |
| 17         | Callum Styles       | FC Barnsley          | 27. März 2000 | 23       | 0        | gg. Serbien, 24. März 2022         |
| 10         | Dominik Szoboszlai  | FC Liverpool         | 25. Okt. 2000 | 45       | 12       | gg. Kroatien, 24. März 2019        |
| Angriff    |                     |                      |               |          |          |                                    |
| 9          | Martin Ádám         | Ulsan HD FC          | 6. Nov. 1994  | 25       | 03       | gg. Serbien, 24. März 2022         |
| 23         | Kevin Csoboth       | Újpest FC            | 20. Juni 2000 | 10       | 01       | gg. Estland, 23. März 2023         |
| 20         | Roland Sallai       | SC Freiburg          | 22. Mai 1997  | 52       | 13       | gg. Elfenbeinküste, 20. Mai 2016   |
| 19         | Barnabás Varga      | Ferencváros Budapest | 25. Okt. 1994 | 14       | 07       | gg. Bulgarien, 27. März 2023       |

## Erfolge
- Olympische Goldmedaille (3): 1952, 1964, 1968
- Olympische Silbermedaille (1): 1972
- Olympische Bronzemedaille (1): 1960
- Vize-Weltmeister (2): 1938, 1954
- Europapokal (1): 1948 bis 1953
- Zweiter beim Europapokal (1): 1955 bis 1960
- Kirin Cup (1): 1993

## Teilnahme Ungarns an der Fußball-Weltmeisterschaft
| Jahr | Gastgeberland  | Teilnahme bis …    | Letzte(r) Gegner                  | Ergebnis        | Trainer         | Bemerkungen und Besonderheiten                                                    |
| ---- | -------------- | ------------------ | --------------------------------- | --------------- | --------------- | --------------------------------------------------------------------------------- |
| 1930 | Uruguay        | nicht teilgenommen |                                   |                 |                 |                                                                                   |
| 1934 | Italien        | Viertelfinale      | Österreich                        | 6.              | Ödön Nádas      |                                                                                   |
| 1938 | Frankreich     | Finale             | Italien                           | Vizeweltmeister | Alfréd Schaffer |                                                                                   |
| 1950 | Brasilien      | nicht teilgenommen |                                   |                 |                 |                                                                                   |
| 1954 | Schweiz        | Finale             | Deutschland                       | Vizeweltmeister | Gusztáv Sebes   | Wunder von Bern Sándor Kocsis Torschützenkönig                                    |
| 1958 | Schweden       | Vorrunde           | Schweden, Wales, Mexiko           | 10.             | Lajos Baróti    | Im Entscheidungsspiel an Wales gescheitert                                        |
| 1962 | Chile          | Viertelfinale      | Tschechoslowakei                  | 5.              | Lajos Baróti    | Flórián Albert erzielt ebenso wie 5 andere Spieler die meisten Tore (je 4)        |
| 1966 | England        | Viertelfinale      | UdSSR                             | 6.              | Lajos Baróti    |                                                                                   |
| 1970 | Mexiko         | nicht qualifiziert |                                   |                 |                 | In der Qualifikation an der Tschechoslowakei gescheitert                          |
| 1974 | BR Deutschland | nicht qualifiziert |                                   |                 |                 | In der Qualifikation an Schweden gescheitert                                      |
| 1978 | Argentinien    | Vorrunde           | Argentinien, Italien, Frankreich  | 15.             | Lajos Baróti    |                                                                                   |
| 1982 | Spanien        | Vorrunde           | El Salvador, Argentinien, Belgien | 14.             | Kálmán Mészöly  | Das 10:1 gegen El Salvador ist der höchste Sieg bei einer Männer-WM               |
| 1986 | Mexiko         | Vorrunde           | UdSSR, Kanada, Frankreich         | 18.             | György Mezey    |                                                                                   |
| 1990 | Italien        | nicht qualifiziert |                                   |                 |                 | In der Qualifikation an Spanien und Irland gescheitert                            |
| 1994 | USA            | nicht qualifiziert |                                   |                 |                 | In der Qualifikation an Griechenland und Russland gescheitert                     |
| 1998 | Frankreich     | nicht qualifiziert |                                   |                 |                 | In der Qualifikation an Norwegen und in der Relegation an Jugoslawien gescheitert |
| 2002 | Südkorea/Japan | nicht qualifiziert |                                   |                 |                 | In der Qualifikation an Italien und Rumänien gescheitert                          |
| 2006 | Deutschland    | nicht qualifiziert |                                   |                 |                 | In der Qualifikation an Schweden und Kroatien gescheitert                         |
| 2010 | Südafrika      | nicht qualifiziert |                                   |                 |                 | In der Qualifikation an Dänemark und Portugal gescheitert                         |
| 2014 | Brasilien      | nicht qualifiziert |                                   |                 |                 | In der Qualifikation an den Niederlanden und Rumänien gescheitert.                |
| 2018 | Russland       | nicht qualifiziert |                                   |                 |                 | In der Qualifikation an Portugal und der Schweiz gescheitert.                     |
| 2022 | Katar          | nicht qualifiziert |                                   |                 |                 | In der Qualifikation an England und Polen gescheitert.                            |

## Teilnahme Ungarns am Europapokal der Fußball-Nationalmannschaften
- Vierter Platz 1927–1930
- Dritter Platz 1931–1932
- Dritter Platz 1933–1935
- Turnier 1936–1938 musste abgebrochen werden
- Europapokal-Sieger 1948–1953
- Zweiter Platz 1955–1960

## Teilnahme Ungarns an der Fußball-Europameisterschaft
Ungarn erreichte zweimal die Endrunde mit vier Teilnehmern, konnte sich nie für eine Endrunde mit acht oder 16 Teilnehmern qualifizieren. 2015 gelang dann die Qualifikation für die 2016 mit 24 Teilnehmern stattfindende Endrunde.
| Jahr | Gastgeberland           | Teilnahme bis …    | Letzte(r) Gegner                  | Ergebnis | Bemerkungen und Besonderheiten |
| ---- | ----------------------- | ------------------ | --------------------------------- | -------- | --- |
| 1960 | Frankreich              | nicht qualifiziert |                                   |          | Im Achtelfinale am späteren Europameister UdSSR gescheitert. |
| 1964 | Spanien                 | Spiel um Platz 3   | Dänemark                          | Dritter  | Im Halbfinale verlor Ungarn erst in der Verlängerung gegen den Gastgeber und späteren Europameister Spanien |
| 1968 | Italien                 | nicht qualifiziert |                                   |          | Im Viertelfinale am späteren Vierten UdSSR gescheitert. |
| 1972 | Belgien                 | Spiel um Platz 3   | Belgien                           | Vierter  | Im Halbfinale scheiterte Ungarn erneut an der UdSSR |
| 1976 | Jugoslawien             | nicht qualifiziert |                                   |          | In der Qualifikation an Wales gescheitert, das sich auch nicht für die Endrunde qualifizieren konnte. |
| 1980 | Italien                 | nicht qualifiziert |                                   |          | In der Qualifikation an Griechenland gescheitert |
| 1984 | Frankreich              | nicht qualifiziert |                                   |          | In der Qualifikation an Dänemark gescheitert |
| 1988 | BR Deutschland          | nicht qualifiziert |                                   |          | In der Qualifikation am späteren Europameister Niederlande gescheitert |
| 1992 | Schweden                | nicht qualifiziert |                                   |          | In der Qualifikation an der UdSSR gescheitert. |
| 1996 | England                 | nicht qualifiziert |                                   |          | In der Qualifikation an der Schweiz und der Türkei gescheitert. |
| 2000 | Niederlande und Belgien | nicht qualifiziert |                                   |          | In der Qualifikation an Rumänien und Portugal gescheitert. |
| 2004 | Portugal                | nicht qualifiziert |                                   |          | In der Qualifikation an Schweden und Lettland gescheitert. |
| 2008 | Österreich und Schweiz  | nicht qualifiziert |                                   |          | In der Qualifikation an Griechenland und der Türkei gescheitert. |
| 2012 | Polen und Ukraine       | nicht qualifiziert |                                   |          | In der Qualifikation an den Niederlanden und Schweden gescheitert. |
| 2016 | Frankreich              | Achtelfinale       | Belgien                           | 0:4      | In der Qualifikation Sieg in den Playoffs der Gruppendritten gegen Norwegen. Gruppenphase der Endrunde als Gruppensieger abgeschlossen.                                                                                                  |
| 2021 | Europa                  | Vorrunde           | Portugal, Frankreich, Deutschland |          | Nach einer Niederlage gegen Portugal und Remis gegen Frankreich sowie Deutschland als Gruppenletzter ausgeschieden. |
| 2024 | Deutschland             | Vorrunde           | Schweiz, Deutschland, Schottland  |          | Als Qualifikationsgruppensieger für die Endrunde qualifiziert. In der Vorrunde, nach einer Niederlage gegen die Schweiz und gegen Deutschland und einem Sieg gegen Schottland, als Gruppendritter nicht für die Finalrunde qualifiziert. |

## Teilnahme an den Olympischen Sommerspielen
| 1908 in London       | zurückgezogen                        |
| 1912 in Stockholm    | Viertelfinale, Sieger der Trostrunde |
| 1920 in Antwerpen    | nicht teilgenommen                   |
| 1924 in Paris        | Achtelfinale                         |
| 1928 in Amsterdam    | nicht teilgenommen                   |
| 1936 in Berlin       | Achtelfinale                         |
| 1948 in London       | nicht teilgenommen                   |
| 1952 in Helsinki     | Olympiasieger                        |
| 1956 in Melbourne    | nach Qualifikation abgesagt          |
| 1960 in Rom          | Dritter                              |
| 1964 in Tokio        | Olympiasieger                        |
| 1968 in Mexiko-Stadt | Olympiasieger                        |
| 1972 in München      | Zweiter                              |
| 1976 in Montreal     | nicht qualifiziert                   |
| 1980 in Moskau       | nicht qualifiziert                   |

## UEFA Nations League
- 2018/19: Liga C, 2. Platz mit 3 Siegen, 1 Remis und 2 Niederlagen
- 2021/22: Liga B, 1. Platz mit 3 Siegen, 2 Remis und 1 Niederlage
- 2023/24: Liga A, 2. Platz mit 3 Siegen, 1 Remis und 2 Niederlagen
- 2024/25: Liga A, 3. Platz mit 1 Sieg, 3 Remis und 2 Niederlagen; Relegation um den Verbleib in Liga A gegen die Türkei verloren

## Rekorde und berühmte Spiele
- 4 Jahre ungeschlagen (1950–1954). Beim „Wunder von Bern“ (WM-Finale 1954) war Deutschland die erste Mannschaft, die Ungarn seit 1950 schlagen konnte.
- Höchster WM-Sieg aller Zeiten beim 10:1 gegen El Salvador bei der WM 1982 (höchste Niederlage für El Salvador)
  - Ferner haben folgende Länder ihre höchste WM-Niederlage gegen Ungarn erlitten:
    - Ägypten (2:4 am 27. Mai 1934, zudem ein 1:3 gegen Russland 2018)
    - Bulgarien (1:6 am 3. Juni 1962, zudem ein 1:6 gegen Spanien 1998)
    - Deutschland (3:8 am 20. Juni 1954)
    - Kanada (0:2 am 6. Juni 1986, sowie ein 0:2 gegen die UdSSR drei Tage später)
    - Niederländisch-Indien (0:6 am 5. Juni 1938)
    - Südkorea (0:9 am 17. Juni 1954)
- 25. November 1953: Ungarn gelingt als erster nichtbritischen Mannschaft in England ein Sieg gegen England (6:3).
- 23. Mai 1954: Mit 1:7 verliert England in Budapest gegen Ungarn, bis dato die höchste Niederlage Englands.
- Ferner haben folgende Länder ihre höchsten Niederlagen gegen Ungarn erlitten:
  - Albanien (0:12 am 24. September 1950)
  - Griechenland (1:11 am 25. März 1938)
  - Italien (1:7 am 6. April 1924)
  - Rumänien (0:9 am 6. Juni 1948)
  - Schweiz (0:9 am 29. Oktober 1911)
  - Tschechoslowakei (3:8 am 19. September 1937, 0:5 am 30. April 1950 und 19. Oktober 1952)

### Rekordspieler
Ferenc Puskás und sein Vorgänger Imre Schlosser waren mit 81 bis 85 bzw. 42 bis 68 Länderspielen nicht nur ungarische Rekordnationalspieler, sondern auch Weltrekordhalter. Rekordnationalspieler Balázs Dzsudzsák bestritt am 20. November 2022 sein letztes von 109 Länderspielen und wurde damit auch alleiniger Rekordhalter. Von den derzeit aktiven Spielern hat Ádám Nagy mit 88 Spielen die meisten Länderspiele bestritten.
- Stand: 23. März 2025

| Rang | Name             | Einsätze | Tore | Position   | Zeitraum        | WM-Spiele | OL-Spiele | EM-Spiele | Rekord- nationalspieler            |
| ---- | ---------------- | -------- | ---- | ---------- | --------------- | --------- | --------- | --------- | ---------------------------------- |
| 1.   | Balázs Dzsudzsák | 109      | 21   | Mittelfeld | 2007–2019, 2022 |           |           | 4         | seit 20. November 2022             |
| 2.   | Gábor Király     | 108      | 0    | Tor        | 1998–2016       |           |           | 4         | 20. Mai 2016 bis 20. November 2022 |
| 3.   | József Bozsik †  | 101      | 11   | Mittelfeld | 1947–1962       | 8         | 5         |           | 22. Dezember 1957 bis 20. Mai 2016 |
| 4.   | Zoltán Gera      | 97       | 26   | Mittelfeld | 2002–2017       |           |           | 4         |                                    |
| 5.   | Roland Juhász    | 95       | 6    | Abwehr     | 2004–2016       |           |           | 3         |                                    |
| 6.   | László Fazekas   | 92       | 24   | Angriff    | 1968–1983       | 4         |           |           |                                    |
| 7.   | Ádám Nagy        | 88       | 2    | Mittelfeld | 2015–           |           |           | 3         |                                    |
| 8.   | Ádám Szalai      | 86       | 26   | Angriff    | 2009–2022       |           |           | 7         |                                    |
| 8.   | Gyula Grosics †  | 86       | 0    | Tor        | 1947–1962       | 11        | 5         |           |                                    |
| 10.  | Ferenc Puskás †  | 85       | 84   | Angriff    | 1945–1956       | 3         | 5         |           | 29. Mai 1955 bis 22. Dezember 1957 |
| 11.  | Imre Garaba      | 82       | 3    | Abwehr     | 1980–1991       | 6         |           |           |                                    |
| 12.  | Sándor Mátrai †  | 81       | 0    | Abwehr     | 1956–1967       | 12        |           | 1         |                                    |

### Rekordtorschützen
Ungarn besitzt zusammen mit Brasilien, dem Iran und Kuwait die meisten Spieler (4), die mindestens 50 Länderspieltore erzielt haben. Nur Cristiano Ronaldo (136), Lionel Messi (112), Ali Daei (108),  Sunil Chhetri (95), Mokhtar Dahari (89), Romelu Lukaku (88) und Robert Lewandowski (85) erzielten mehr von der FIFA anerkannte Länderspieltore als Ferenc Puskás, der am 25. November 1953 beim 6:3-Sieg der Goldenen Elf gegen England Imre Schlosser als ungarischen Rekordtorschützen und damit besten Torschützen der Welt ablöste. Erst am 28. November 2003 überbot Ali Daei Puskás’ Rekord. Bester aktiver ungarischer Torschütze ist Dominik Szoboszlai mit 15 Toren (alle Angaben mit Stand 25. März 2025).
| Rang | Name               | Tore | Einsätze | Quote | Zeitraum  | WM-Tore | OL-Tore |
| ---- | ------------------ | ---- | -------- | ----- | --------- | ------- | ------- |
| 01.  | Ferenc Puskás †    | 84   | 85       | 0,98  | 1945–1956 | 4       | 4       |
| 02.  | Sándor Kocsis †    | 75   | 68       | 1,10  | 1948–1956 | 11      | 6       |
| 03.  | Imre Schlosser †   | 59   | 68       | 0,87  | 1906–1927 |         | 4       |
| 04.  | Lajos Tichy †      | 51   | 72       | 0,71  | 1955–1971 | 7       |         |
| 05.  | György Sárosi †    | 42   | 62       | 0,68  | 1931–1943 | 6       |         |
| 06.  | Nándor Hidegkuti † | 39   | 69       | 0,57  | 1945–1958 | 4       | 1       |
| 07.  | Ferenc Bene †      | 36   | 76       | 0,47  | 1962–1979 | 4       |         |
| 08.  | Gyula Zsengellér † | 32   | 39       | 0,82  | 1936–1947 | 5       |         |
| 08.  | Tibor Nyilasi      | 32   | 70       | 0,46  | 1975–1985 | 2       |         |
| 10.  | Flórián Albert †   | 31   | 75       | 0,41  | 1966–1972 | 4       |         |

## Trainer (Auswahl)
- Károly Dietz (1934–1939)[14]
- Gusztáv Sebes (1949–1957)
- Lajos Baróti (1957–1966, 1975–1978)
- Kálmán Mészöly (1980–1983, 1990–1991, 1994–1995)
- Emerich Jenei (1992–1993)
- Bertalan Bicskei (1998–2001)
- Lothar Matthäus (2004–2005)
- Erwin Koeman (2008–2010)
- Pál Dárdai (2014–2015)
- Bernd Storck (2015–2017)
- Georges Leekens (2017–2018)
- Marco Rossi (2018–)